# Khanda

Khanda-Symbol

Das Khanda-Emblem ist das religiöse Symbol des Sikhismus. Es besteht aus vier Waffen, die gleichzeitig religiöse Symbole sind:
- Dem Khanda, das ein zweischneidiges Schwert ist, sich in der Mitte des Symbols befindet und Namensgeber ist. Ein solches Schwert wird z. B. auch bei der sikhistischen Taufe (Amrit Sanchar) zum Umrühren von Nektarwasser (Amrit) benutzt. Das zweischneidige Schwert trennt das Gute und das Böse.
- Dem Chakram, einem mittelalterlichen Wurfring, welcher den unendlichen Gott ohne Ende und Anfang symbolisiert.
- Zwei Säbeln (Kirpans) mit den Namen Piri und Miri. Diese legen sich links und rechts um die Konstruktion aus Chakram und Khanda. Sie symbolisieren die weltliche und die spirituelle Autorität und gehen auf den sechsten Guru, Har Gobind, zurück.

Das Khanda-Symbol wird z. B. als Anhänger getragen, ist aber auch auf der Sikh-Flagge (Nishan Sahib) abgebildet.